# .ge
.ge ist die länderspezifische Top-Level-Domain (ccTLD) Georgiens. Sie wurde am 2. Dezember 1992 eingeführt und wird von Caucasus Online verwaltet.

## Eigenschaften
Um eine .ge-Domain zu registrieren, ist weder ein Wohnsitz noch eine Niederlassung im Land erforderlich. Insgesamt darf eine .ge-Domain zwischen drei und 63 Stellen lang sein und nur alphanumerische Zeichen beinhalten. Zwar kündigte die Vergabestelle im Frühjahr 2011 an, den Prozess für die Unterstützung internationalisierter Domainnamen fast vollständig durchlaufen zu haben, jedoch wurden die Technologie bis 2013 nicht implementiert. Es gibt keine aktuellen Angaben über die IDN-Fähigkeit von .ge-Domains.